# Harcmistrz Polski Ludowej
Harcmistrz Polski Ludowej (hm. PL) – najwyższy, honorowy stopień instruktorski w Związku Harcerstwa Polskiego w okresie Polski Ludowej, przyznawany dożywotnio. Nadawany był w latach 1965–1989.
Stopień ustanowiono uchwałą Prezydium Rady Naczelnej ZHP z 30 stycznia 1965. Zasady jego przyznawania określiła Główna Kwatera ZHP, modyfikowano je w latach 1969 i 1982.
Oznaką stopnia była biało-czerwona podkładka pod krzyżem harcerskim oraz (fakultatywnie) biało-czerwona lilijka na lewym rękawie munduru.
Aby otrzymać ten stopień, należało przez co najmniej 10 lat pełnić służbę instruktorską w stopniu harcmistrza i uzyskać pozytywną jej ocenę, oraz złożyć „raport” o swej pracy Naczelnikowi ZHP. Od 1970 niezbędna była też pozytywna opinia Centralnej Komisji Instruktorskiej.
Mianowanie na ten stopień dokonywane było raz w roku z okazji Narodowego Święta Odrodzenia Polski - 22 lipca. Mianowanie było ogłaszane w rozkazie Naczelnika i wpisywane do Księgi Honorowej prowadzonej przez Główną Kwaterę. 
Nadano blisko 6000 stopni, znacząco deprecjonując początkowe założenia.
Nadawania stopnia harcmistrza Polski Ludowej zaprzestano wraz z końcem Polski Ludowej, a jego posiadaczom zaproponowano powrót do stopnia harcmistrza. Próby zmiany nazwy lub powrotu do stopnia harcmistrza Rzeczypospolitej ze względu na stanowcze protesty większości środowisk tradycyjnych w ZHP zostały zarzucone.
Od 1990 system stopni instruktorskich ZHP nie zawiera stopnia harcmistrza Polski Ludowej.